# WikidPad
WikidPad ist eine freie Python-basierte Wiki-Software, um textuelle Informationen mit einer vereinfachten Auszeichnungssprache strukturiert seitenweise zu speichern. Während Wikis üblicherweise auf Webservern betrieben werden, ist WikidPad ein Desktop-Programm für Windows, macOS und Linux. Es benötigt keine zusätzliche Datenbank.
WikidPad ist eine Art Notizblocksoftware, die automatisch Wiki-Links zwischen den Seiten herstellt. Das System verwendet eine eigene Datenbank, um die einzelnen Textdokumente des Benutzers zu einem Wiki-artigen Informationssystem zusammenzufassen. Die Wiki-Links (die sog. „WikiWords“) können erzeugt werden, indem man ein oder mehrere Wörter in CamelCase schreibt oder in eckige Klammern einfasst. Dadurch kann man sehr einfach ein Mini-Wiki zu einem bestimmten Thema erstellen. Man schreibt Daten in eine Seite, erstellt ein WikiWord, doppelklickt darauf, und es wird automatisch eine weitere damit verknüpfte Seite geöffnet. Das Wiki (oder einzelne Seiten davon) kann im HTML-Format exportiert werden. 
WikidPad wurde ursprünglich von Jason Horman entwickelt, der es unter seiner eigenen Open-Source-Lizenz (ähnlich wie die BSD-Lizenz) im Juni 2005 veröffentlichte. Seit Oktober 2005 ist Michael Butscher der Hauptentwickler. 

## Funktionen
- CamelCase-Auto-Vervollständigung
- WikiWord-Navigation
- Baumstruktur / Outline View
- Todo-Listen
- Inkrementelle Suche
- Wiki kann als HTML exportiert werden
- Erweiterbar mit Python

## Datenformat
WikidPad kann Informationen in Textform oder als SQLite-Datenbank speichern. Wenn man die Notizen als Textdateien speichert, kann man das Programm SQLite oder die Python-Datenbank Gadfly für die Indexierung der Daten verwenden. Die Textdaten lassen sich in einem Editor bearbeiten, die Bearbeitungen werden ins System übernommen.

## Plug-ins
- Graphviz – Graph Visualization software
- MimeTex[1] – Latex-Formeleditor